# 阿坎迪
阿坎迪是哥倫比亞的城鎮，位於該國西部，由喬科省負責管轄，距離首府基布多366公里，始建於1887年，面積1,058平方公里，處於海拔水平面，2005年人口9,091。
8°32′N 77°14′W / 8.533°N 77.233°W